# Oecetis claggi
Oecetis claggi är en nattsländeart som beskrevs av Banks 1937. Oecetis claggi ingår i släktet Oecetis och familjen långhornssländor. Inga underarter finns listade i Catalogue of Life.